# Tobias Jobring
Nils Johan Tobias Westerström Jobring, född 9 mars 1987, var 2009–2012 förbundsordförande för Sveriges elevråd – SVEA. Han valdes vid förbundets årsmöte, elevrådskongressen, i Emmaboda våren 2009. Jobring efterträddes som förbundsordförande av Mimmi Garpebring.